# Jan Bochenek
Jan (Johannes) Bochenek (2. května 1831 Hlučín, Prusko – 3. prosince 1909 Berlín, Německo) byl slezský malíř.

## Život
Narodil se v Hlučíně v domě č. 7 na náměstí. Dnes je na jeho rodném domě pamětní deska. Svým nadáním vynikal již ve školním věku. Jeho otec byl stolařem, proto se po ukončení školní docházky stal stolařským učněm u svého otce, ale každou volnou chvíli věnoval malování. V 18 letech začal studovat v Berlíně. Bochenkovy práce na akademii budily obdiv, byl několikrát vyznamenán akademickou cenou. Získal rovněž státní stipendium k tříletému pobytu v Itálii. Zabýval se ponejvíce náboženskou tematikou. Jeho díla jsou převážně v cizině (Polsko, Rusko, Německo, Itálie a dokonce v Austrálie). V České republice jeho díla nalézt v Mariánských Lázních, kde je to oltářní obraz v protestantské kapli. Dále oltářní obrazy v kostelech v Dolním Benešově, Sudicích, Štěpánkovicích, Kateřinkách, Kobeřicích, Bohuslavicích a v Hlučíně (oltářní obrazy ve farním kostele, křest Krista, sv. Anna, sv. Josef, sv. Jan Nepomucký). K jeho známým obrazům patří např. portrét císaře Vilhelma II. jako prince a portrét papeže Pia X. Málo známé jsou portréty, které namaloval vždy, když přijel domů na návštěvu.

## Literární dílo
Formy, zákony, problémy umělecké tvorby a své filosofické úvahy o základních otázkách umění shrnul Bochenek do dvou knih Kanonnallermenschlichen Gestalten und Tiere (1885) a Gesetz de Formenschőnheit (1903).

## Galerie

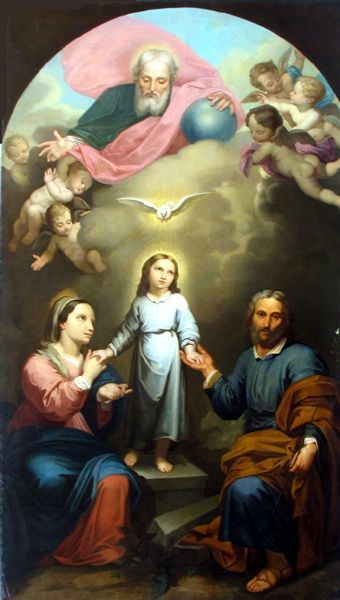
Svatá rodina (1865)
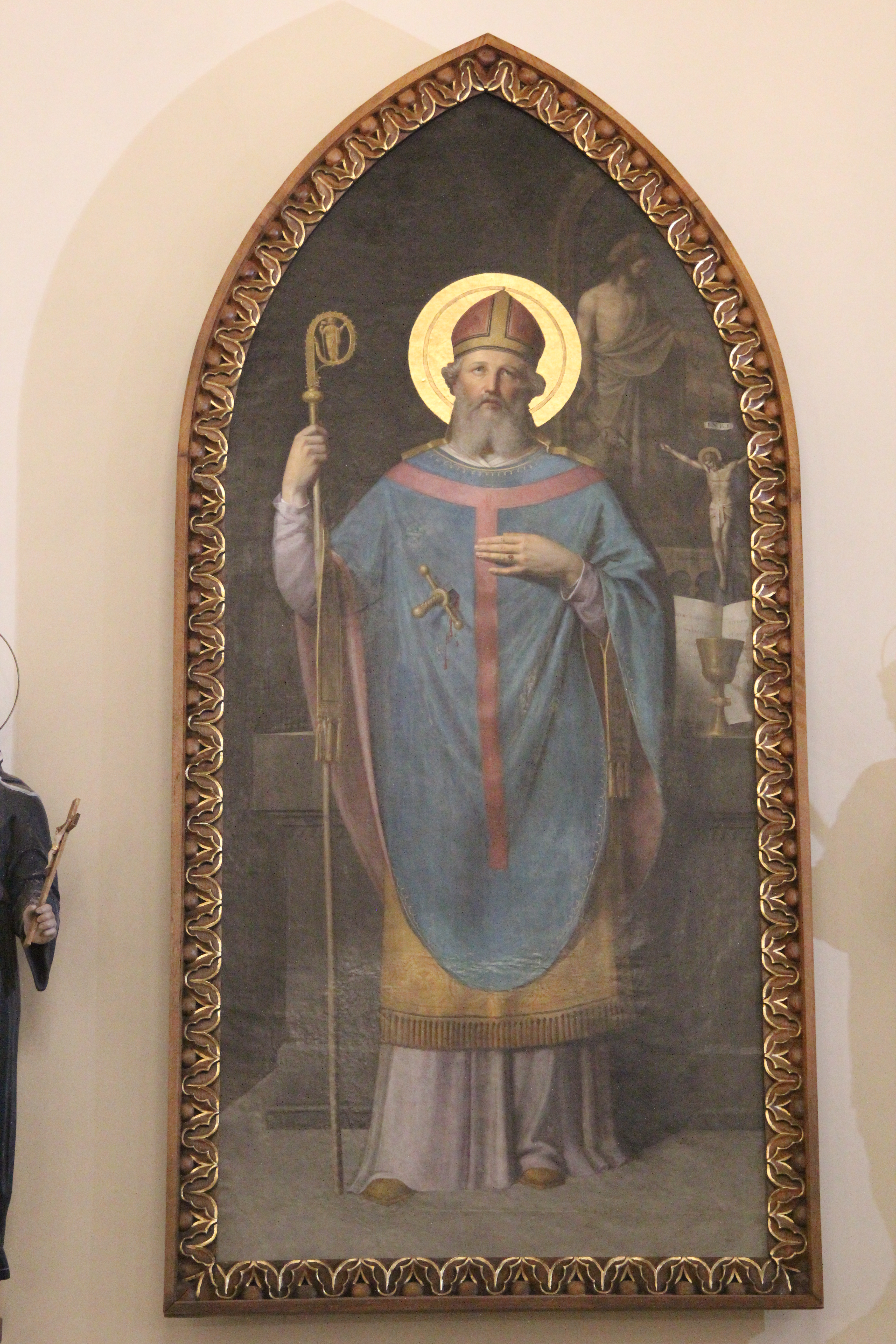
Tomáš Becket, Ratiboř
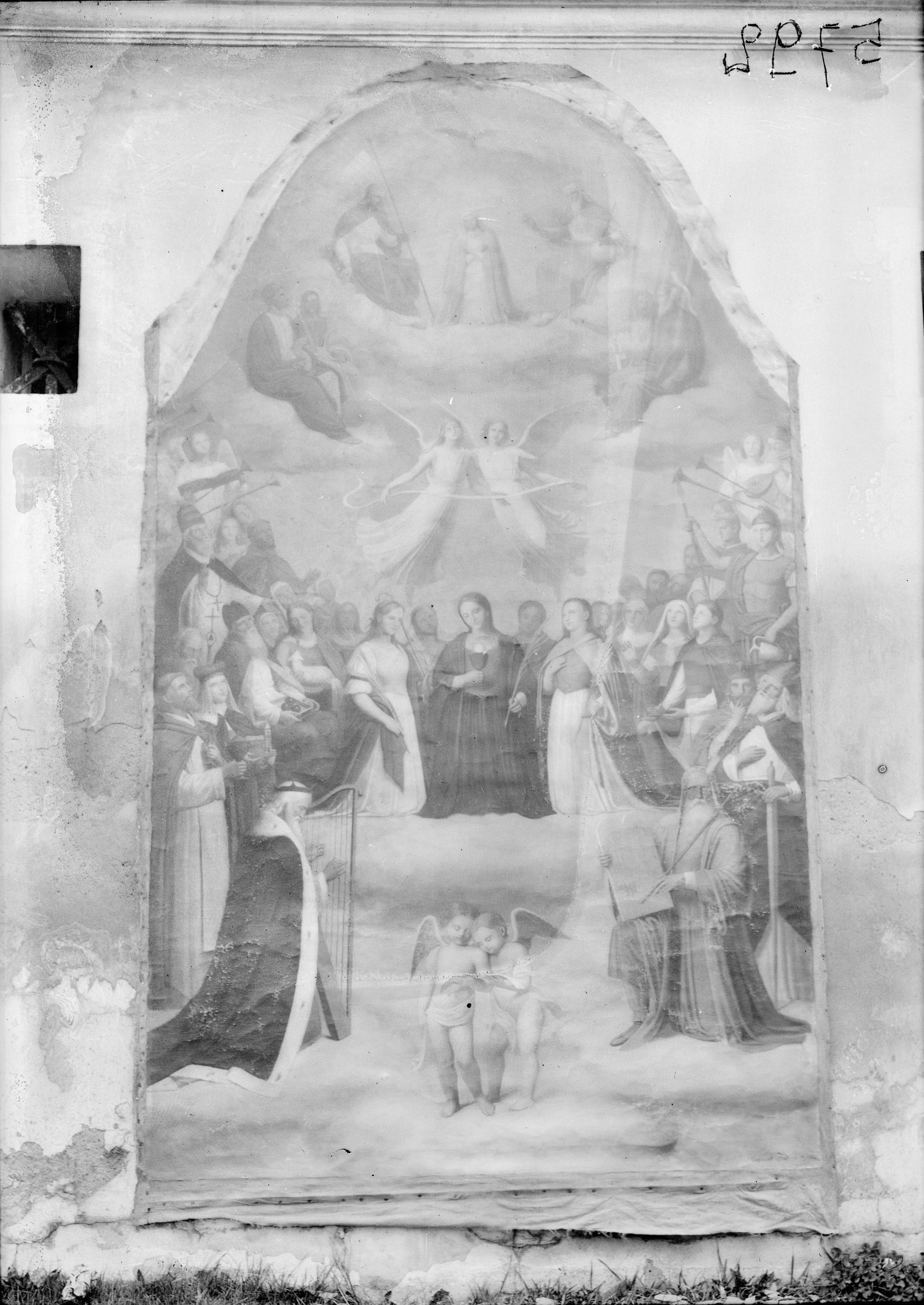
Panna Maria obklopená světci, Sudice
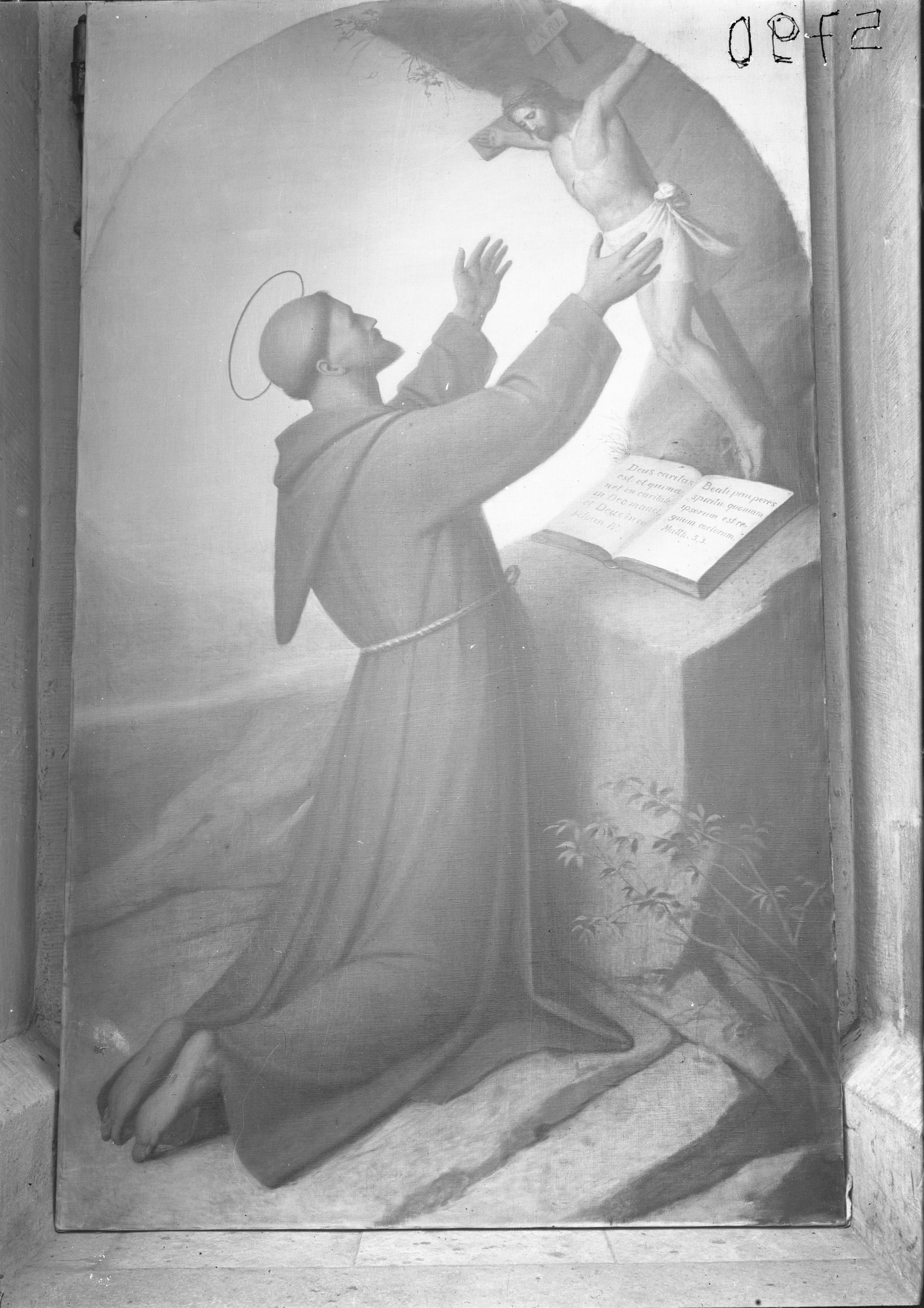
Sv. Antonín, Sudice
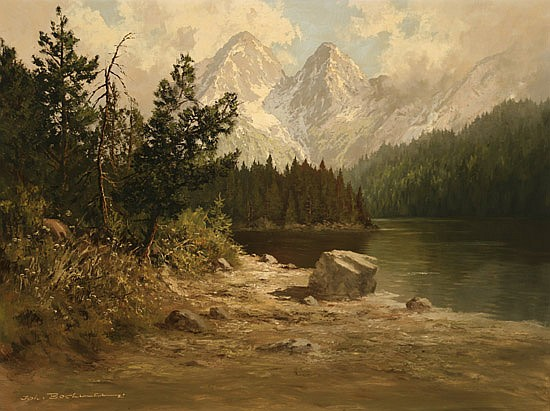
Eibsee mit Wetterstein, olej na plátně